# Гонда, Михаил Степанович
Михаи́л Степа́нович Го́нда (24 ноября 1928, Моринцы, Уманский округ — 28 сентября 1972, Жданов, Донецкая область) — советский металлург, Герой Социалистического Труда, лауреат Государственной премии УССР. Депутат Верховного Совета УССР 6-го созыва (1963—1967).

## Биография
Родился 24 ноября 1928 года в селе Моринцы Звенигородского района (ныне Черкасской области Украины) в крестьянской семье. Украинец.
В 1948 году окончил школу фабрично-заводского обучения в Мариуполе.
В 1948—1971 годах работал в мартеновском цехе металлургического комбината имени Ильича, сначала подручным сталевара пятой печи (под руководством Ивана Лута), затем сталеваром первой печи мартеновского цеха.
Избирался депутатом Верховного Совета УССР 6-го созыва (1963—1967).
Умер 28 сентября 1972 года в Мариуполе, где и похоронен на Волонтёровском кладбище.

## Память
В честь Гонды названа улица в Мариуполе.

## Награды
- Медаль «Серп и Молот»;
- дважды Орден Ленина;
- Орден Октябрьской Революции;
- медали;
- Государственная премия УССР в области науки и техники;
- Почётный металлург УССР.